# دي ساسي
أنطوان إيزاك سِلفستر دي ساسي (دو ساسي) (بالفرنسية: Antoine Isaac Silvestre de Sacy) أو كما أورد رسمه في كتبه «البارون سلوسترى دساسى» (1172 - 1253 هـ / 1758 - 1838 م) هو مستشرق فرنسي، لقّبه بدوي بـ «شيخ المستشرقين الفرنسيين».
عمل في معهد اللغات والحضارات الشرقية بباريس ويُعتبر استاذاً للأساتذة في اللغات الشرقية ولا سيما اللغة العربية.
درس اليونانية واللاتينية ثم العربية والعبرية. كما أتقن عدة لغات أوروبية.

## آثاره
من آثاره:
- «النحو العربي، لاستعمال تلاميذ المدرسة العليا للغات الشرقية»، في مجلدين، الطبعة الأولى عام 1810.
- «عرض ديانة الدروز»، في مجلدين، صدر عام 1838.
- «مقامات الحريري» ـ حققها وطبعها لأول مرة دي ساسي، على حسابه الخاص في المطبعة الإمبراطورية، 1812، وزوّدها بشرح بالعربية.
- «الإفادة والاعتبار بما في مصر من الآثار» تأليف موفق الدين عبد اللطيف البغدادي، النص العربي مع ترجمة فرنسية.[هامش 2]
- «كليلة ودمنة»، تحقيق 1816.
- «بند نامه» تحقيق وترجمة فرنسية، 1819.
- ترجمة فصول من كتاب «روضة الصفاء» تأليف ميرخاوند بن برهان الدين خاوند شاه.[هامش 3]

## تلاميذه
ممن تخرج على يديه أو حضر دروسه:
- ميرن.
- لوي ماتيو لانجلس.
- بيبرشتاين كازيمرسكي.
- سالومون منك.
- جارسان دي تاسي.
- فريتاخ.
- لوي-بيير-أوجين سديو.
- يوهان جوتفريد كوزجارتن.
- البارون دي سلان.
- ينس لاسن رازموسن.
- كارل يوهان تورنبرج.
- دي لاغرانج.
- شمولدز.
- أوكربلاد.
- لوي جاك برنييه.
- جرج هنري برنستين.
- أتيين كاترمير.
- جوزيف توسان رينو.
- غوستاف فلوجل.
- هاينريخ لبرخت فلايشر.
- جان جوزيف مارسيل.
- جان فرانسوا شامبليون.
- كيانجوس باسكوال.
- شربونو.
- يوليوس فون مول.
- بيار أميدي جوبير.
- يوهان شتيكل.
- إدوار روس[الإنجليزية].

## الهامش
1. ↑  Antoine Isaac Silvestre de Sacy
2. ↑  تحت عنوان Relation de l'Egypte, par Abd al-Latif
3. ↑  ظهرت الترجمة في Journal des Savants 1837